# Husqvarna
Husqvarna je celosvětovým výrobcem venkovního nářadí na stříhání a udržování trávníků, zahrad, lesů a parků a stavební mechanizace. Společnost byla založena v roce 1689 ve Švédsku a je jednou z nejstarších průmyslových firem na světě. Společnost sídlí ve městě Huskvarna v jižní části Švédska nedaleko Jönköpingu.

## Historie

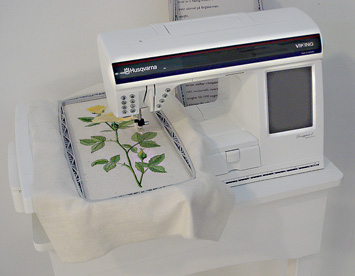
Šicí stroj Husqvarna Viking

První továrna Husqvarny fungovala jako zbrojařský závod, založil ji švédský polní maršál a inženýr Erik Dahlberg (10. října 1625 – 16. ledna 1703). Ten přesvědčil švédského krále Karla XI. o důležitosti založení zbrojovky na výrobu vlastních pušek. V roce 1820 měla Husqvarna přibližně 300 zaměstnanců a pro jejich děti nechali majitelé postavit první z podnikových škol na světě. V roce 1825 čítala firma již okolo 1000 zaměstnanců. V roce 1867 došlo k privatizaci a vznikla společnost Husqvarna Vapenfabriks Aktiebolag. Ta rozšířila řadu vyráběných produktů o lovecké zbraně a kuchyňská kamna. V roce 1872 začala firma vyrábět šicí stroje a kuchyňské vybavení. Výrobu motocyklů spouští Husqvarna v roce 1903. V roce 1918 kupuje švédskou firmu Norrahammars Bruk a rozšiřuje výrobu o vytápěcí kotle a sekačky na trávu. V letech 1934-1949 začíná společnost vyrábět první elektrické sporáky, myčky na nádobí a pračky. V roce 1959 spouští Husqvarna výrobu motorových pil a elektrických sekaček na trávu. V roce 1968 prodává Husqvarna své produkty již ve 20 zemích. V 80. letech začíná Husqvarna vyrábět vyžínače, foukače listí, ridery a zahradní traktory. V roce 1995 uvádí na trh první samohybnou sekačku na trávu na solární pohon. Dnes je Husqvarna Group největším světovým výrobcem venkovních produktů. Do Husqvarna Group patří kromě značky Husqvarna také McCulloch, Jonsered, Partner, Flymo, Diamant Boart, PoulanPRO, Zenoah, Weedeater, Klippo a Gardena, která je evropským leaderem v oblasti produktů na zavlažování. Produkty Husqvarna Group jsou prodávány ve více než 100 zemích.

## Logo
Symbol, který je logem Husqvarny, se vztahuje k její zbrojařské historii a zobrazuje hlaveň pušky z čelního pohledu.

## Produkty

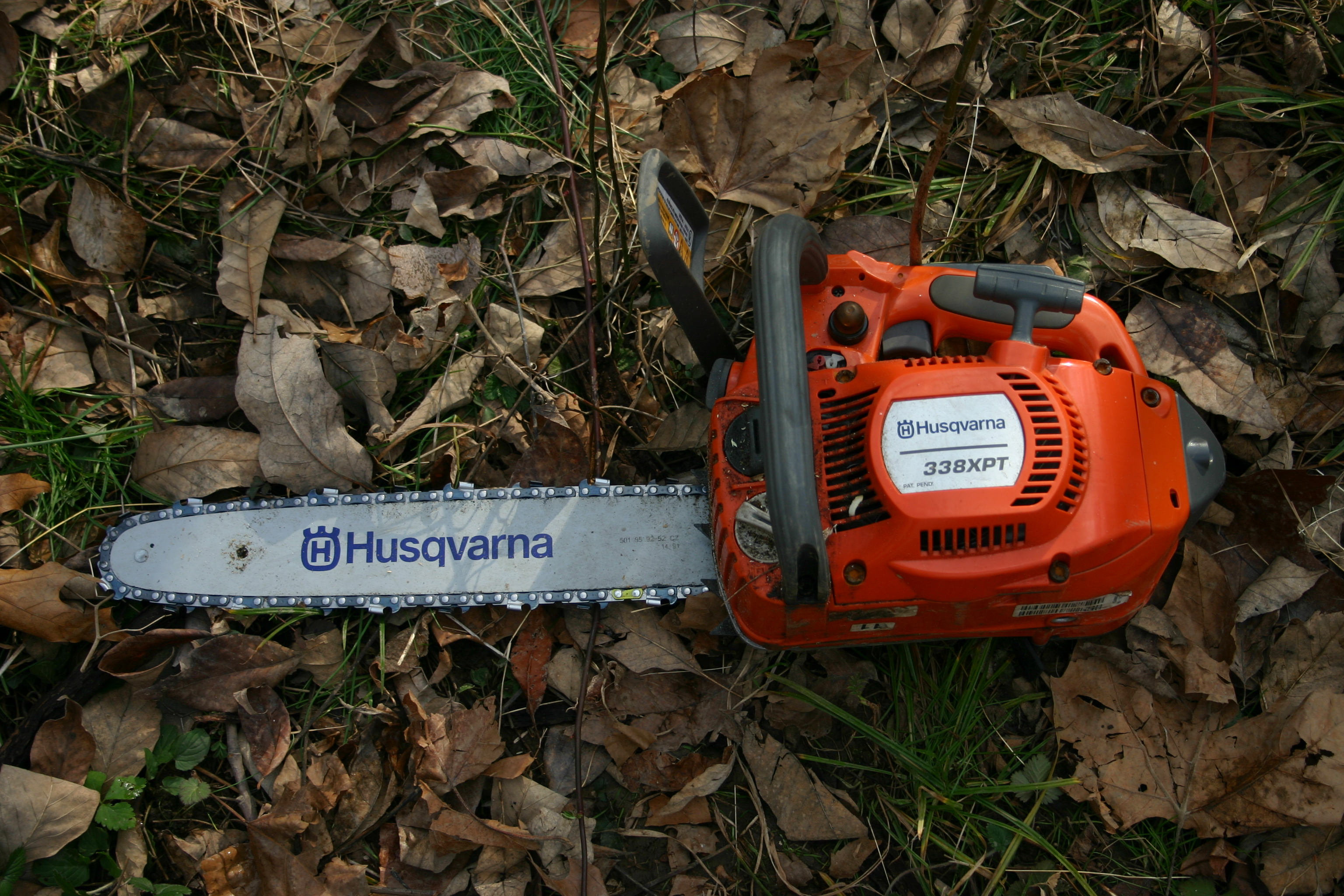
Řetězová pila Husqvarna 338XPT

### Motorové pily
Husqvarna začala vyrábět motorové pily v roce 1959. O tři roky později byl na trh uveden model 70, lehká motorová pila v dnešním slova smyslu, která jako první umožňovala vykonávat všechny typy lesnické práce.
V roce 1969 přišla Husqvarna s modelem 180, první motorovou pilou s integrovaným systémem tlumení vibrací. Od té doby jsou tímto systémem vybaveny všechny motorové pily.
V roce 1973 uvedla Husqvarna na trh model 140 s první automatickou řetězovou brzdou, která snižuje riziko zranění v případě nekontrolovaného zpětného vrhu.
V roce 2011 Husqvarna představila svou první pilu na akumulátorový pohon.

### Automatické sekačky
V roce 1995 uvádí Husqvarna jako první firma na trh robotickou akumulátorovou sekačku s názvem Automower. Stroj vynalezl Belgičan André Colens. Sekačka funguje na principu mulčování a náhodného pohybu, kdy seká na prostoru vymezeném vodícími dráty, zapuštěnými do země nebo přiklepnutými do trávy. Tímto způsobem nezanechává za sebou vyježděné stopy, které by byly u sekacího traktoru viditelné, a vytváří tak rovnoměrně posekaný trávník. Je-li v nízkém stavu baterie, sama se dopraví do stanice a nabije. Trávu dokáže sekat i do svahů se sklonem 70 %.